# غرانت هولت
غرانت هولت (Grant Holt) (12 أبريل 1981 في كارلايل في المملكة المتحدة – )؛ هو لاعب كرة قدم كان يلعب كمهاجم.

## وصلات خارجية
- غرانت هولت على موقع الاتحاد الأوربي (الإنجليزية)
- غرانت هولت على موقع قاعدة بيانات كرة القدم.إي يو (الإنجليزية)
- غرانت هولت على موقع Soccerbase.com (لاعب) (الإنجليزية)
- غرانت هولت على موقع Soccerway.com (الإنجليزية)
- غرانت هولت على موقع عالم كرة القدم.نت (الإنجليزية)
- غرانت هولت على موقع AS.com (الإسبانية)